# Менчаков, Эдуард Алексеевич
Эдуард Алексеевич Менчаков (укр. Едуард Олексійович Мєнчаков; род. 19 мая 1979 года) – украинский тренер по боксу.

## Биография
Родился 19 мая 1979 года в Луганске. В 1990 году начал тренироваться в боксёрском клубе «Звезда» под руководством Александра Александровича Арланова и Михаила Алексеевича Сурженко.
В 1999 году Менчакову присвоили звание мастера спорта Украины. В 2001 году, после участия в международном турнире по боксу памяти Макара Мазая, Эдуард завершил спортивную карьеру.
В 2007 году окончил институт физической культуры и спорта Луганского национального университета имени Тараса Шевченко.

## Тренерская карьера
Менчаков начал тренерскую деятельность в 1997 году. С 1997 по 2012 год он воспитал 5 мастеров спорта и более 20 кандидатов мастера спорта. Среди его воспитанников – бронзовый призёр чемпионата Украины 2010 года в весовой категории до 60 кг Андрей Колесник и чемпион ФСО Украины 2008 года в весовой категории до 60 кг Александр Малахов.
С 2010 по 2016 год Менчаков был тренером боксёра-профессионала Вячеслава Глазкова, выступавшего в супертяжёлой весовой категории, и завоевавшего в 2015 году под его руководством титул чемпиона USBA. Также готовил Глазкова к участию в чемпионате Европы 2006, чемпионате мира 2007 и Олимпиаде 2008 года в качестве помощника тренера, отвечающего за физическую подготовку.
Менчаков также работал на тренировочных сборах у Владимира Кличко, Александра Поветкина, Мариуша Ваха.
В 2018 году Эдуард открыл в Киеве собственный боксёрский клуб «Менчаков».
В декабре 2019 года Менчаков был тренером-консультантом румынского боксёра-профессионала Константина Беженару в бою с Арсеном Гуламиряном.